# Kurtis Foster
Kurtis Foster (* 24. November 1981 in Carp, Ontario) ist ein ehemaliger kanadischer Eishockeyspieler und derzeitiger -trainer. Während seiner aktiven Karriere bestritt Foster zwischen 1997 und 2016 unter anderem 408 Spiele für die Atlanta Thrashers, Tampa Bay Lightning, Edmonton Oilers, Anaheim Ducks, New Jersey Devils, Minnesota Wild und Philadelphia Flyers in der National Hockey League. Darüber hinaus wurde er im Jahr 2015 Deutscher Meister mit den Adler Mannheim.

## Karriere

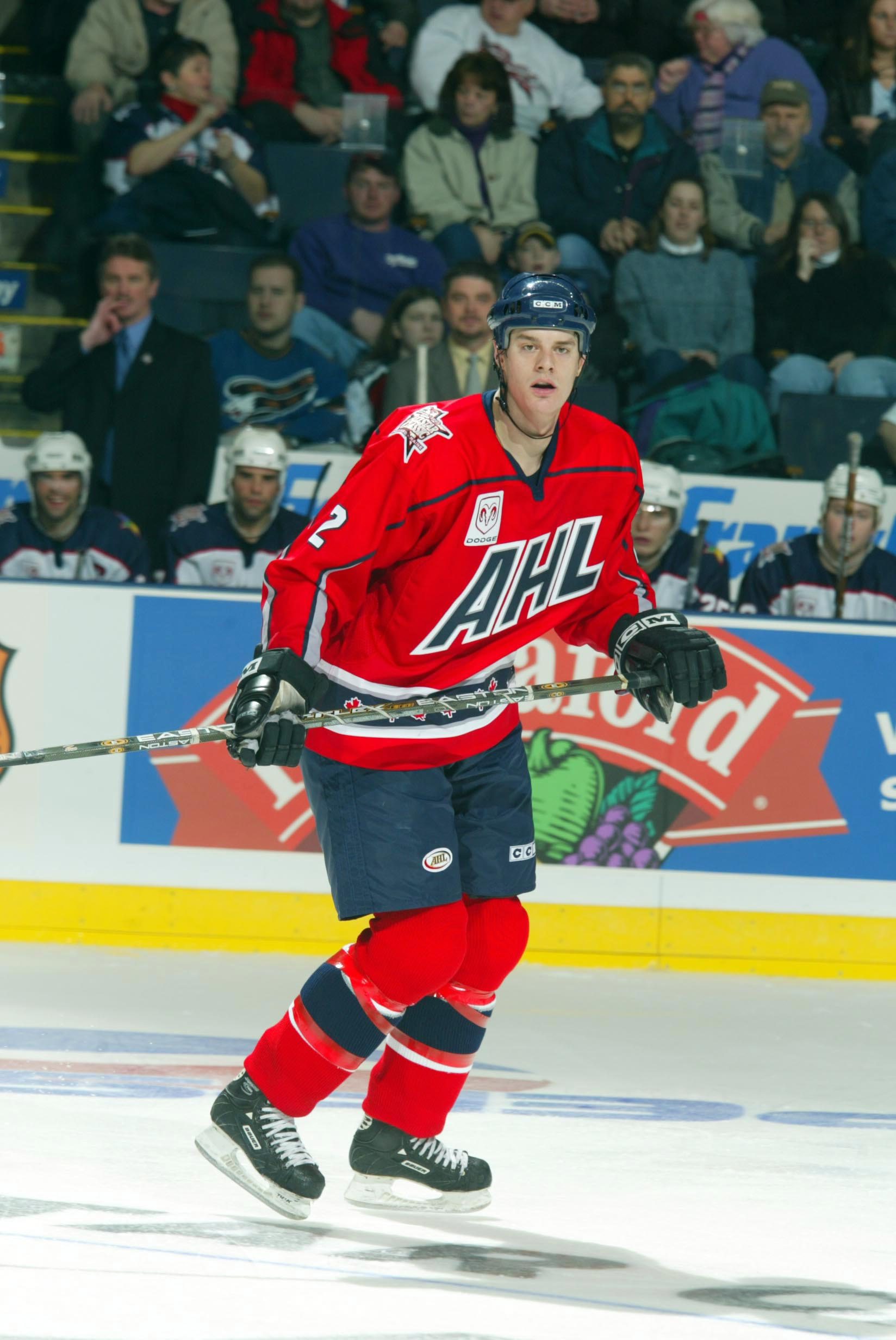
Foster beim AHL All-Star Classic 2003

Kurtis Foster begann seine Karriere als Eishockeyspieler bei den Peterborough Petes, für die er von 1997 bis 2001 in der Ontario Hockey League aktiv war. In dieser Zeit wurde er im NHL Entry Draft 2000 in der zweiten Runde als insgesamt 40. Spieler von den Calgary Flames ausgewählt. Die Flames gaben ihn, bevor sie ihn unter Vertrag nahmen, im Dezember 2001 an die Atlanta Thrashers ab, für deren Farmteam aus der American Hockey League er in den folgenden drei Jahren hauptsächlich spielte. Zwischen 2002 und 2004 bestritt er nur fünf Spiele für Atlanta in der National Hockey League. Am 26. Juni 2004 wurde der Verteidiger im Tausch für Niclas Hävelid an die Mighty Ducks of Anaheim abgegeben, jedoch kam er aufgrund des Lockouts in der NHL-Saison 2004/05 nur zu Einsätzen in deren AHL-Farmteam, die Cincinnati Mighty Ducks.
Am 4. August 2005 erhielt Foster als Free Agent einen Vertrag bei den Minnesota Wild, für die er seither ebenso spielt, wie für deren AHL-Farmteam, die Houston Aeros. In der Spielzeit 2007/08 sorgte Foster für Aufsehen in negativer Hinsicht, als er im März 2008 bei einer unbeabsichtigten Kollision mit Gegenspieler Torrey Mitchell von den San Jose Sharks bei hohem Tempo so unglücklich in die Bande befördert wurde, dass er sich den Oberschenkelknochen brach. Die NHL änderte in der Sommerpause daher die Regeln, um solche Situationen – Körperkontakt im Bereich hinter dem Tor bei unerlaubten Weitschüssen mit Touch-Icing – in Zukunft zu vermeiden. Es dauerte fast ein Jahr, bis der Verteidiger am 9. Februar 2009 im Trikot der Houston Aeros sein Comeback feiern konnte. Am 1. Juli 2010 unterzeichnete er einen auf zwei Jahre befristeten Vertrag bei den Edmonton Oilers.
Am 1. Juli 2011 transferierten ihn die Oilers im Austausch für Andy Sutton zu den Anaheim Ducks. Bei seinem ersten NHL-Einsatz für die Kalifornier am 23. Oktober 2011 erzielte der Verteidiger bei der 4:5-Niederlage gegen die Phoenix Coyotes sogleich einen Treffer. Am 12. Dezember 2011 wurde er schließlich gemeinsam mit dem deutschen Torwart Timo Pielmeier im Austausch für Rod Pelley, Mark Fraser und einem Siebtrunden-Wahlrecht im NHL Entry Draft 2012 zu den New Jersey Devils transferiert. Kurz vor der Trade Deadline, am 24. Februar 2012, kehrte Foster nach Minnesota zurück, da ihn die New Jersey Devils gemeinsam mit Nick Palmieri, Stéphane Veilleux, einem Zweitrunden-Wahlrecht im NHL Entry Draft 2012 und einem leistungsbedingten Drittrunden-Wahlrecht im NHL Entry Draft 2013 an die Minnesota Wild abgaben, um Marek Židlický zu verpflichten. Nach Beendigung des NHL-Lockouts im Januar 2013 wurde der Verteidiger von den Philadelphia Flyers unter Vertrag genommen.
Im Juli 2013 erhielt Foster einen Vertrag beim KHL Medveščak Zagreb aus der Kontinentalen Hockey-Liga. Ein Jahr später wechselte er innerhalb der KHL zum HC Slovan Bratislava und im Winter 2014/15 zu den Adler Mannheim, mit denen er die deutsche Meisterschaft feiern konnte. Am 24. April 2015 gaben die Nürnberg Ice Tigers bekannt, dass Foster dort einen Vertrag bis 2017 unterschrieben hat. Im Juni 2016 einigten sich Foster und der Verein auf eine vorzeitige Beendigung des Arbeitsverhältnisses und er nur einen Monat später seine erste Trainerstelle an. Er wurde Assistenztrainer bei den Peterborough Petes aus der OHL. Ein Jahr später wechselte er in gleicher Funktion zum Ligakonkurrenten Kingston Frontenacs, wo er ab Sommer 2018 zum Cheftrainer befördert wurde. Er füllte diesen Posten zwei Spielzeiten lang aus. Die Spielzeit 2021/22 verbrachte Foster bei den Oshawa Generals in der OHL – wieder als Assistenztrainer. Im Sommer 2022 wurde er in den Trainerstab der Arizona Coyotes aus der NHL aufgenommen.

## Erfolge und Auszeichnungen
| - 2000 Teilnahme am CHL Top Prospects Game - 2002 Calder-Cup-Gewinn mit den Chicago Wolves - 2003 Teilnahme am AHL All-Star Classic | - 2004 Yanick Dupré Memorial Award - 2014 Teilnahme am KHL All-Star Game - 2015 Deutscher Meister mit den Adler Mannheim |

## Karrierestatistik
(Legende zur Spielerstatistik: Sp oder GP = absolvierte Spiele; T oder G = erzielte Tore; V oder A = erzielte Assists; Pkt oder Pts = erzielte Scorerpunkte; SM oder PIM = erhaltene Strafminuten; +/− = Plus/Minus-Bilanz; PP = erzielte Überzahltore; SH = erzielte Unterzahltore; GW = erzielte Siegtore; 1 Play-downs/Relegation; Kursiv: Statistik nicht vollständig)